# Aba nemzetség
Az Aba-nemzetség vagy Oba-nemzetség az egyik legkiterjedtebb Árpád-kori eredetű nemzetség volt. Az Aba-nemzetség névadó őse Aba Sámuel király. A család másik közismert tagja Aba Amadé tartományúr.

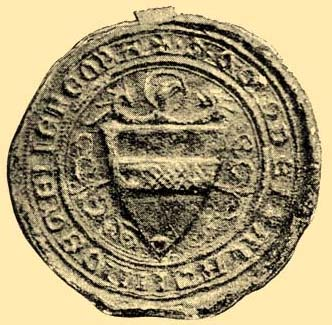
Amadé nádor pecsétje. Háromszögű pajzsban az Aba nemzetség címere: a pólya. A körirat: † S(igillum) • OMODEI PALATINI DE GENERE OBA. Az Országos Levéltárból, eredeti példányról. Szilágyi Sándor: A Magyar Nemzet Története III. kötet, 1895.

## Szállásterülete
Az Abák ősi birtokai Gyöngyös térségében a Mátraalján és a Hernád völgyében terültek el. Ezek alapján jött létre Újvár vármegye, az államalapításkor egyedülálló módon két különálló részben, amelyeken később Heves vármegye és a nemzetség nevét is megőrző Abaúj vármegye osztozott. Mindez arra utal, hogy István a vármegyerendszert a nemzetségi területekre alapozva hozta létre.
A királyi vármegyerendszer létrejöttekor általában a király tulajdonába kerültek a lakatlan erdőterületek és a nyári legelőterületek, ez alól azonban két kivételt ismerünk. A Csák nemzetség Fejérben megtarthatta az egész Vértest, az Aba-nemzetség pedig a mátrai és Hernád-menti erdők egy részét. Ez arra utal, hogy a két nemzetség a király közeli rokona volt, ezért kapott meg olyan jogot, amelyet István egyébként magának tartott fenn.
Anonymus szerint Árpád fejedelem az Abákat a Mátraalján telepítette le.

## A nemzetség története
Anonymus szerint a nemzetség ősei: Ed és Edömén kun vezérek, unokájuk, Pota, a Mátraalján várat építtetett. Pota (Pata) nemzetségéből származott Sámuel király is. Anonymus elbeszélése hibás, mivel a kunok csak Aba halála után jelentek meg Európában. A „kunok” itt talán a kabarokat jelenthetik. Ugyanakkor Pata nevét viseli a Mátraalján Gyöngyöspata. Pata Aba Sámuelnek Taksony vagy Géza idejebeli őse lehetett. Kézai Simon szerint Ed és Edemen Csaba királyfi két fia volt.
Aba Sámuel apja esetleg az a Csaba (Ceba) comes lehetett, aki udvarispánként, azaz nádorként 1005 táján Sebestyén érsekkel együtt jelen volt a pannonhalmi apátság felszentelésén. A Csaba nevű felmenőre utal, hogy 1067 táján Aba fia Péter Csabarákosa - a mai Rákoscsaba - nevű birtokát a százdi apátságnak adta. A zempléni Csobaj, Csabamezeje (a mai Csábóc) szintén az ő birtokuk lehetett. Csaba királyfi legendája mögött, akit Anonymus az Abák ősének mond, ez a Csaba comes lehetett. Ed és Edömén honfoglaláskori kabar előkelők lehettek.
Később Aba Sámuel is volt nádor, pontosabban palotaispán — ez a tisztség volt a nádor méltóság előde (Kristó). A két család kapcsolatának szorosabbra fűzése érdekében a nemzetség akkori feje Géza fejedelem Sarolta nevű lányát (I. István magyar király nővérét) vette feleségül és így fia, Sámuel Géza fejedelem unokája lett.
A történészek szerint a nemzetség később azért nevezte magát Abáról, mert az István király korabeli birtokviszonyokat tekintette jogalapnak.
Ősi birtokaik Heves megyében voltak, de hamarosan szereztek földeket Abaújban és Sárosban is. A nemzetségi monostort Aba Sámuel Sáron építtette fel; emellett ők lettek a veresmarti, a debreceni, a széplaki, a mislyei, a százdi és a prügyi monostor kegyurai is.
Fontosabb váraik:
- Amadé-vár (Gönc)
- Benevár (Mátrafüred)
- Oroszlánkő (Oroszlány)
- Nána (Kisnána)
- Sirok
- Szalánc
- Lipóc
- Somoskő

voltak.
A nemzetségből a 11-12. században csak Aba Sámuel magyar királyt ismerjük konkrétan, bár az 1067-es év egyik oklevele (a százdi kolostor felszenteléséről) egy Aba nembéli Pétert említ, aki Sámuel király fia lehetett. A 13. századtól azonban egy ideig a legfőbb országos méltóságok sorában találjuk a nemzetség tagjait. Egyikük egy Demeter nevű, 1238-ban bodrogi ispán.
A hiányos dokumentumokból nem követhető, hogyan bomlott a nemzetség családokra. A 13. század közepén 27 ág, illetve család illette magát a „de genere Aba” (azaz Aba nemzetségbéli) előnévvel. IV. Béla uralkodása alatt a nemzetség két pártra szakadt: egyes családok az idősebb, a mások az ifjabb király mellé álltak.
III. András alatt Amadé lett az ország nádora, és lassanként északkelet-Magyarország ura. A nemzetség többi leszármazói kevesebb szerepet játszottak az ország életében. A XIV. század közepén már a nemzetség 27 ágát (családját) tartották nyilván. Az egyes ágakat a birtokuk szerint nevezték el. A nemzetségből fennmaradt családok:
- Aszalay család,
- Athinay család,
- Báthory család,
- Bertóthy család,
- Budaméry család,
- Darnay család
- Detky család,
- Domoszlay család,
- Fricsy család,
- Gagyhy család,
- Hedry család,
- Jobbágyi család,
- Keczer család,
- Kompolthy család,
- Kőszeghy család,
- Lapispataky család,
- Lipóczi család (Lipóczy),
- Nekcsei család (Nekcsey),
- Rhédey család,[9]
- Sirokayy család,
- Somossy család,
- Szikszay család,
- Vendéghy család,
- Visontay család,
- Vitézy család,
- Zsegnyey család.[10]

A Magyar Nagylexikon egészen más nevű nemzetségágakat sorol fel (ezeket itt családoknak nevezzük):
- Adácsi család
- Amadé család
- Apos család
- Aszalai–Szikszai család
- Atyinai család
- Bodon I. család
- Bodon II. család
- Bodrogkeresztúri család
- Borh–Bodon család
- Csente család
- Csirke család
- Csobánka család
- Debrey család
- Gagyi család
- Galgóci család
- Györkei család
- Kompolti család
- Lipóci család
- Litéri család
- Nádasi család
- Rhédei család
- Solymosi család
- Somosi család
- Szalánci család
- Tarjáni család
- Ugrai család
- Verpeléti család

A nemzetség nevét őrzik egyebek közt az alábbi településnevek:
- Aba,
- Abasár,
- Abaújkér,
- Abaújalpár,
- Abaújszántó,
- Abaújszina,
- Abaújszolnok,
- Abaújvár.

A nemzetség ágai valószínűleg többször is rokoni kapcsolatra léptek, erősítve együvé tartozásukat. Így például valószínű, hogy Aba Amadé és Csirke István unokatestvérek lehettek (Kristó, p. 62.).

## Az Aba-nemzetség ágai
- I. Adácsi-ág - első ismert tagjai: Bernát, Péter, Miklós (1337)
- II. Amadé-ág - őse Dávid comes (1280) fiai: Péter (Börén) 1280, Finta (1275-1282), I. Amadé (1278-1311),
- III. Apos-ág - őse Apos, kinek fiai: Bökény (1252-1255), Csaba (1255)
- IV. Aszalay- és Szikszai-ág - Marhard ága (1252-1271), 1246-1254 között újvári főispán
- V. Atyinay-ág - őse: Péter comes
- VI. Bodon ág 1. 2. - őse: Bodon comes
- VII. Bodon ág: 2. Bodon (Borh-Bodon ág) — a 14. század elején birtokaik Heves és Abaúj vármegyében összpontosultak, ezért az Abáknak be kellett lépniük Csák Máté famíliájába. Feltételezik, hogy az ág legalább egy tagja Csák Máté csapataiban harcolt a rozgonyi csatában (Kristó 1978 p. 82.).
- VIII. Bodrog- Keresztúri-ág - őse: I. Artolf (1212-1214), kinek fia Prügy (Pued Prud), 1252-1272
- IX. Borh- Bodon-ág - őse: Borh I. Bodon, fia György (1285)
- X. Csente-ág - őse: Csente I. János (1289)
- XI. Csirke-ág - őse: Ábrahám, fia: Izsák (1263)
- XII. Csobánka ág - őse: Csobánka comes volt.
- XIII. Debrei-ág - őse: I. Makján. Fiai: Becse (1242-1258) és Bökény (1255-1258)
- XIV. Gagyi ág - őse: Gereven (1285-1296). Tőlük származnak a Gagyi, Gagyi Báthory és Vendéghy családok.
- XV. Galgóczy-ág - őse: I. Aba comes. Fiai: Tamás (1245-1247) és II. Aba (1251-1312) Mint Csák Máté hadainak vezére Rozgonynál esett el 1312-ben.
- XVI. Györkey-ág - őse: I. György, fia: Bodon (1280-1312) - tőle származnak a Lapispataky és Zsegney (Lapis pataki) családok.

Bodon (Budun) egyik fia szerepelt a kassai egyezség értelmében a városnak adott túszok között. A többi tússzal együtt 1312 tavaszán szabadult, tisztázatlan körülmények között. A rozgonyi csatában Bodon hét fia vett részt az Amadé-fiak oldalán —b köztük minden bizonnyal a Kassáról szabadult fiú is (Kristó, p. 89.).
- XVII. Kompolty-ág - őse: I. Kompolt, fia: II. Kompolt comes (1252-1264)
- XVIII. Lipóczi-ág - őse: Sükösd. Fiai: I. Demeter (1214-1243), Aba (meghalt 1215 körül), Mikola (meghalt 1234 előtt), László (1234) Tőle származott a Nekcsey, Lipóczy és Keczer család.
- XIX. Litéri-ág - őse: Márton
- XX. Nádasdy-ág - őse: Aba. Fia: Miklós (Ósvai) 1269-1285. Unokája: Laczk (László) (1288-1309)
- XXI. Rédei-ágak

1. -I. Pata. Fiai: I. Demeter (1275), II. Pata, I. Olivér (1280-ban Hódnál esett el).
2. Gárgyán I. László (Garduan), Gardián 1275.
3. I. Kemény - fia: Vörös (Rufus) Dezső 1275, 1302, unokája: Rédey Jakab (1343-1352)
4. Mikó. Fia: Mikocsa (I. Miklós vagy Mihály, 1339-1351)
5. Szentmárton-rédei II. Vanyarcz János (1351)
6. Tási Rédey I. Péter. Fia: III. Demeter (1340)
7.Berczeli Rédey II. László. Fia: IV. Miklós (1340)
- XXII. Solymosy-ág - Ebből két családfatöredék maradt fenn: Benenik ága és Mihály ága.

Benenik két fia közül Pál (1275) és Ismeretlen nevű (1303)
Mihály - fiai: Benenik comes (1342), István (1342), Kompold (1342)
- XXIII. Somosy-ág - őse I. Péter. Ez ágból származtak a Bagaméry, Kőszegi és Somosy családok.
- XXIV. Szalánczy-ág - őse Csoma. Fia: I. Péter (1270) kinek 3 fia I. Mihály (1298-1303), Petőcz (II. Péter) 1298-1335 és I. Lőrinc (1303).

I. Mihály nevű fiától származik a Bertóthy család, míg I. Lőrinctől a Vitézy család ered.
De ez ágból származtak még a Jobbágyi, Sirokay, Fricsy és Hedry családok is.
- XXV. Tarjáni-ág - őse György. Fiai: Péter 1252-1258, Etre 1275-1276, Sándor (1275)
- XXVI. Ugray-ág - őse I. Miklós. Fia: Csele (1325-1331)
- XXVII. Verpeléti ág - őse Demeter. Fia: Nagy Leusták (1371-meghalt 1328 előtt)
- XXVIII. Egyes tagok

- Vitalis (1205-1235 körül) 
- Leusták. Fia: Alolbodus (Alcol bodun) comes, aki 1228-ban királyi ember volt.
- Weitich
- István
- Wata. Fia: László (lefejezték 1265 előtt)
Az  Aszalay-ág, a Szikszai-ág és a Csirke-ág legtöbb birtoka Abaúj vármegye déli részén Aszaló és Szikszó környékén, illetve a megye északi részén Kassa környékén  volt.
A Somosy-ág legtöbb birtoka  Sáros vármegyében volt (Kristó, p. 62.).

## A nemzetség ismert tagjai
Egy Aba Lőrinc, aki nem azonos az atyinai ágból ismert királyi asztalnokmesterrel és soproni ispánnal, két ízben (1279–1280 és 1284–1286) is Magyarország tárnokmestere volt.
Egy Aba nembeli Péter a 13/14. század fordulóján Újvár vármegye megyésispánja volt, és arról ismert, hogy a tartományúri hatalmát kiépítő rokona, Aba Amadé elvont egyes ügyeket bíróságáról, hogy saját hatáskörébe vonta azokat (Kristó, p. 32.).

### Atyinai (Atyinay) ág
- Aba nembeli Lőrinc

### Bodon-ág
- Bodon fia Dénesnek nem született örököse, ezért örökbe fogadta a későbbi tartományúr Aba Amadét. Halála után az ő birtokait is Amadé örökölte (Kristó, p. 29.).

### Csobánka ág
Csobánkának 2 fia volt: 
- János comes (1267-1275) ő volt az isaszegi hős.

Jánosnak 3 fia ismert: 
- László (1296-1302 † 1304 előtt.
- Sámuel (1301-1341. Fia II. Dávid (1344) volt.
- I. Dávid 1301-1341
- Péter (1302) fia Pál volt (1304-1339.

A 14. század elején birtokaik Heves vármegyében összpontosultak, ezért az Abáknak be kellett lépniük Csák Máté famíliájába. Valószínű, hogy az ág több tagjai is Csák Máté csapataiban harcolt a rozgonyi csatában (Kristó 1978 p. 82.).

### Debrői ág
- Aba nembeli Bökény
- Aba nembeli Makján nádor (1286–87), Bökény fia

### Lipóci ág
(Lipóczi néven is ismert.)
A Lipóci ágnak egyaránt voltak birtokai a Dunántúlon (föltehetően annak déli részén) és Sáros vármegyében is. Ebből az ágból emelkedett ki Károly Róbert híveiként az a Nekcsei család (Nekcsey), amely nevét onnan kapta, hogy birtokai Nekcse körül feküdtek. A nemzetségág több tagja is részt vett Károly Róbert oldalán rozgonyi csatában; közülük Lipóci Sándor helytállása emelendő ki (Kristó 1978, p. 75–76.).
- Aba nembeli Demeter (†1243?) főúr, Kálmán herceg nevelője, majd étekfogója. A gyermek Kálmánra támadó oroszok és felkelők 1219-ben őt is elfogták, és sokáig Vlagyimirban raboskodott. Szabadulása után 1233–1234-ben Kálmán főétekfogója lett, 1236–1238 között bodrogi ispán, 1240-ben főétekfogó.[12]
- Nekcsei Demeter (Dömötör)
- Nekcsei Demeter

### Kompolty-ág
A Kompolty-ágnak főleg Heves vármegyében voltak birtokai (Kristó, 1978, p. 75.). Ebből az ágból sarjadt a később országos jelentőségre jutó nánai Kompolty család. Kompolthy László, akit a Kassához közeledő Károly Róbert szálláscsinálónak küldött előre Györkére, a távoli rokonai által felhergelt helybéliek 1212 júniusának elején megölték (Kristó 1978, p. 76.).

### Amadé-ág
Az Amadé-ág 1280-tól szerepel az oklevelekben; első ismert tagja Dávid ispán (Amadé apja).
Utolsó ismert tagjai Aba Amadé gyermekei (hat fiú, egy lány). A rozgonyi csatában elesett két fiú:
- Demeter és
- Miklós.[14]

Valószínű, hogy  a csatában Csák Máté segélyhadának alvezéreként résztvevő és abban elesett Naɡy Aba (illetve „Szép Aba”) a név hasonlósága ellenére nem a nemzetség tagja volt.

#### Aba Dávid
1280-ban a család már nagyon gazdag volt. Jelzi ezt az a szerződés, amellyel Aba Dávid és fiai (Péter, Finta és Amadé) megvették az abaúji ún. „Felida föld” egy részét és egyúttal cserével hozzájutottak Egyházasida (Malá Ida), Algard és Pólyi (Poľov) falvakhoz úgy, hogy az így megkapott birtokokért némely abaúji földeket és értékkülönbözetként 300 márkát adtak a Ruszkaiaknak. Ezután a század végén a bizonytalan politikai helyzetben egy egész sor birtokadományt kaptak.
Dávidnak három fia született, és mindhárman jelentős országos méltóságokra emelkedtek (Kristó).

#### Aba Péter
Aba Péter, a legidősebb fiú több országos méltóságot is viselt. 1294-ben részt vett III. András magyar király a Borsa nemzetség ellen vezetett hadjáratában, és Adorján váránál súlyosan megsebesült, majd nem sokkal ezután meghalt. Fiú örökös híján javait öccse, Aba Amadé örökölte.

#### Aba Finta
Aba Finta IV. László uralkodásai alatt az egyik legbefolyásosabb főúrrá emelkedett. Túlkapásai miatt azonban 1281-ben felségsértéssel vádolták meg, és a király megfosztotta méltóságaitól. Finta fellázadt a király ellen, de Kun László, aki korának egyik legjobb hadvezére volt, gyorsan és kemény kézzel letörte ellenállását. Finta javait is öccse, Amadé örökölte.

#### Aba Amadé
Az egész nemzetség legismertebb tagja Aba Amadé lett, a 14. század elejének egyik legismertebb kiskirálya. Tanult Finta bukásából, és a kor zavaros viszonyai között mindvégig a leginkább legitimnek látszó magyar királyt támogatta. E politika részeként már 1304-ben csatlakozott Károly Róberthez, és jelentősen hozzásegítette őt a hatalom megszerzéséhez. Soha nem fordult nyíltan szembe a királlyal, de közben töretlenül építette hűbéruraságát, Károly érdekei ellenében is.

#### Amadé fiai
Aba Amadénak hat fiáról és egy lányáról tudunk. A fiúk:
- János,
- Miklós,
- Dávid,
- László,
- ifjabb Amadé és
- Domokos voltak (Kristó 1978, p. 37.).

Katalin lányát Boldog Csák Móric vette feleségül.
Apjuk halála után a király a hivatalosan kassai egyezségnek nevezett diktátummal jogilag felszámolta kiskirályságát. Ez ellen Amadé özvegye és fiai kétszer is fellázadtak, ám Károly leverte felkeléseiket. Ezzel az Abáké lett az első olyan kiskirályság, amelyet újra sikerült a központi hatalom szervezetébe betagolni.
A fiúk a kassai egyezség után katonai segítség reményében beléptek Csák Máté famíliájába. fegyverrel törtek a király birtokaira, Károly Róbert azonban Kassa mellett döntő vereséget mért rájuk.
A rozgonyi csatában elesett két fiú:
- Demeter és
- Miklós.[14]

A négy életben maradt fiú Ung (és részben Zemplén) vármegyei birtokaira szorult vissza; ott próbáltak maguknak új hatalmi bázist kiépíteni. Színleg behódoltak a királynak, aminek jeleként 1317-ben a debreceni csatában a király seregvezéreiként harcoltak a Borsák ellen.
1317 decemberében a király újból — immár jogerősen és betarthatóan — elvette tőlük az Abaúj vármegyében hatalmaskodva megszerzett birtokaikat és visszaítélte azokat jogos birtokosaiknak, a Hontpázmány nemzetségnek. E döntés ellen az Aba fiúk még egyszer (utoljára) fellázadtak; 1317 végén, illetve 1318-ban csatlakoztak Petenye fia Péter felkeléséhez. A lázadók feldúlták egyebek közt a király hűségén megmaradt Nagymihályi család várait és birtokait. A család több tagját megkínozták. A király gyakorlott seregvezérét, Ákos Mikcset küldte ellenül. Mikcs a felkelést nagyon gyorsan (még 1318. március 20. előtt) letörte. Az Abák különösen Ung és Nevicke várát védték szívósan (utóbbit Ákos László), de Mikcs „erős ostrommal” megvívta erősségeiket (Kristó 1978, p. 93.). Ezután a fiúk teljes vagyonát elkobozták, ők maguk pedig Lengyelországba menekültek.

## Címerei

Aba Sámuel címere
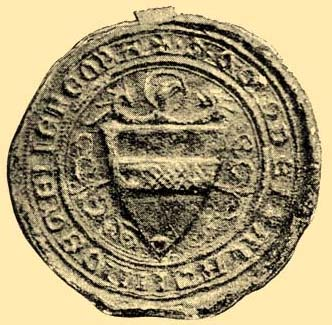
Aba Amadé nádori pecsétje: OMODEI PALATINI DE GENERE OBA